# 乗願寺 (葛飾区)
乗願寺（じょうがんじ）は、東京都葛飾区にある真宗大谷派の寺院。

## 歴史
創建年代は不明である。元々は三河国（現・愛知県）に位置していたが、1628年（寛永5年）に江戸神田筋違橋付近（現・東京都千代田区の万世橋付近）に移転、1657年（明暦3年）の明暦の大火後に浅草松清町（現・東京都台東区西浅草）に移転し、浅草の東本願寺の塔頭となった。
1923年（大正12年）の関東大震災で伽藍を焼失し、1927年（昭和2年）に現在地に移転した。
現在の本堂等は、1970年（昭和45年）に新築したものである。

## 交通アクセス
- 京成高砂駅より徒歩9分（経路案内）。